# Paludamentum

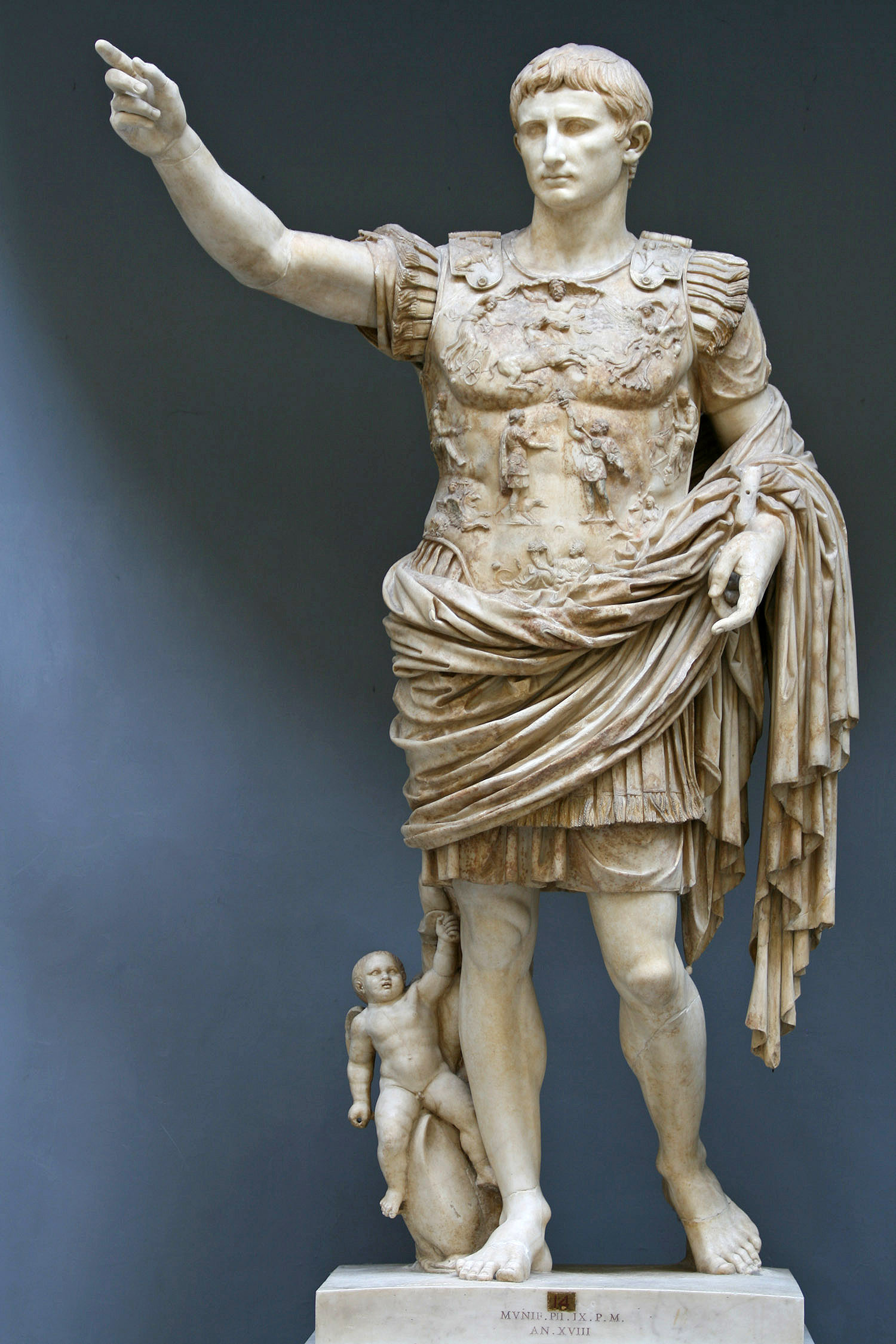
Estàtua d'August

Paludamentum és el nom que rebia a la Roma Republicana i Imperial una capa que es lligava amb un fermall que usaven els comandants militars, com ara els legats militars i amb menys freqüència les seves tropes, que acostumaven a usar el sagum. L'emperador, com a comandant suprem de l'exèrcit romà, era sovint representat a les estàtues portant el paludamentum, i també a les monedes. De vegades es parlava de sagum purpureum, per referir-se al paludamentum, i el que portaven els soldats s'anomenava sagum gregale.
Titus Livi parla de què després del combat entre els Horacis i els Curiacis, quan Publi Horaci, l'únic supervivent, torna del duel, la seva germana Horàcia va reconèixer el paludamentum que havia teixit pel Curiaci, l'enemic assassinat de qui estava enamorada. El paludamentum se'l posaven els generals romans quan sortien de Roma per anar a la guerra investits amb l'imperium, i se'l treien quan tornaven a la ciutat, ja que eren un més dels ciutadans.
El paludamentum era generalment de color fosc, morat o porpra, però també s'usava de color blanc, i s'havia de col·locar amb un determinat cerimonial. Sovint portava serrells, i s'enganxava amb el fermall a l'espatlla dreta, encara que de vegades era a l'esquerra. A la famosa estàtua d'August, August de Prima Porta, té el paludamentum desenganxat, caigut al voltant dels lloms i l'aguanta amb el braç esquerre. Després del regnat d'August, el paludamentum només el van portar els emperadors, encara que abans havia estat una peça de roba que portava la noblesa i els caps militars.
S'ha discutit l'origen d'aquesta peça de roba, i alguns autors, seguint l'autoritat de Luci Anneu Flor, la consideren d'origen etrusc.